# República Popular China en los Juegos Paralímpicos de Río de Janeiro 2016
La República Popular China estuvo representada en los Juegos Paralímpicos de Río de Janeiro 2016 por un total de 307 deportistas, 161 hombres y 146 mujeres.

## Medallistas
El equipo paralímpico chino obtuvo las siguientes medallas:
| Nombre | Deporte                    | Evento                                      |
| --- | -------------------------- | ------------------------------------------- |
| Oro |                            |                                             |
| Zhou Xia | Atletismo                  | 100 m T35 femenino                          |
| Zhou Xia | Atletismo                  | 200 m T35 femenino                          |
| Zou Lijuan | Atletismo                  | Jabalina F34 femenino                       |
| Zou Lijuan | Atletismo                  | Peso F34 femenino                           |
| Zhou Hongzhuan | Atletismo                  | 400 m T53 femenino                          |
| Zhou Hongzhuan | Atletismo                  | 800 m T53 femenino                          |
| Huang Lisha | Atletismo                  | 100 m T53 femenino                          |
| Liu Wenjun | Atletismo                  | 100 m T54 femenino                          |
| Shi Yiting | Atletismo                  | 200 m T36 femenino                          |
| Liu Cuiqing | Atletismo                  | 400 m T11 femenino                          |
| Li Lu | Atletismo                  | 400 m T47 femenino                          |
| Zheng Jin | Atletismo                  | 1500 m T11 femenino                         |
| Zou Lihong | Atletismo                  | Maratón T54 femenino                        |
| Zhang Liangmin | Atletismo                  | Disco F11 femenino                          |
| Mi Na | Atletismo                  | Disco F38 femenino                          |
| Yao Juan | Atletismo                  | Disco F44 femenino                          |
| Dong Feixia | Atletismo                  | Disco F55 femenino                          |
| Wang Jun | Atletismo                  | Peso F35 femenino                           |
| Yang Liwan | Atletismo                  | Peso F54 femenino                           |
| Wen Xiaoyan | Atletismo                  | Salto de longitud T37 femenino              |
| Chen Junfei | Atletismo                  | Salto de longitud T38 femenino              |
| Jia Juntingxian Liu Cuiqing Shen Yaqin Zhou Guohua                                                                              | Atletismo                  | 4 × 100 m T11-13 femenino                   |
| Chen Junfei Li Yingli Jiang Fenfen Wen Xiaoyan                                                                                  | Atletismo                  | 4 × 100 m T35-38 femenino                   |
| Liu Wenjun Zhou Hongzhuan Li Yingjie Zou Lihong                                                                                 | Atletismo                  | 4 × 400 m T53/54 femenino                   |
| Hu Jianwen | Atletismo                  | 100 m T38 masculino                         |
| Hu Jianwen | Atletismo                  | Salto de longitud T38 masculino             |
| Sun Qichao | Atletismo                  | 400 m T12 masculino                         |
| Li Chaoyan | Atletismo                  | Maratón T46 masculino                       |
| Fu Xinhan | Atletismo                  | Peso F35 masculino                          |
| Wu Guoshan | Atletismo                  | Peso F57 masculino                          |
| Shang Guangxu | Atletismo                  | Salto de longitud T37 masculino             |
| Cui Yanfeng Li Huzhao Liu Chengming Liu Yang                                                                                    | Atletismo                  | 4 × 400 m T53/54 masculino                  |
| Li Zhangyu | Ciclismo en pista          | 1 km contrarreloj C1-3 masculino            |
| Li Zhangyu | Ciclismo en pista          | Persecución individual C1 masculino         |
| Liang Guihua | Ciclismo en pista          | Persecución individual C2 masculino         |
| Rong Jing | Esgrima en silla de ruedas | Florete individual A femenino               |
| Zou Xufeng | Esgrima en silla de ruedas | Espada individual A femenino                |
| Zhou Jingjing | Esgrima en silla de ruedas | Espada individual B femenino                |
| Rong Jing Zhang Chuncui Zhou Jingjing                                                                                           | Esgrima en silla de ruedas | Florete por equipos femenino                |
| Rong Jing Zhou Jingjing Zou Xufeng                                                                                              | Esgrima en silla de ruedas | Espada por equipos femenino                 |
| Sun Gang | Esgrima en silla de ruedas | Espada individual A masculino               |
| Ye Ruyi | Esgrima en silla de ruedas | Florete individual A masculino              |
| Feng Yanke | Esgrima en silla de ruedas | Florete individual B masculino              |
| Hu Daoliang Ye Ruyi Sun Gang | Esgrima en silla de ruedas | Florete por equipos masculino               |
| Hu Dandan | Levantamiento de potencia  | –45 kg masculino                            |
| Tan Yujiao | Levantamiento de potencia  | –67 kg masculino                            |
| Liu Lei | Levantamiento de potencia  | –72 kg masculino                            |
| Cheng Jiao | Natación                   | 50 m braza SB3 femenino                     |
| Cheng Jiao | Natación                   | 50 m espalda S4 femenino                    |
| Cheng Jiao | Natación                   | 150 m estilos SM4 femenino                  |
| Zhang Li | Natación                   | 50 m libre S5 femenino                      |
| Zhang Li | Natación                   | 100 m libre S5 femenino                     |
| Zhang Li | Natación                   | 200 m libre S5 femenino                     |
| Zhang Xiaotong | Natación                   | 100 m braza SB11 femenino                   |
| Peng Qiuping | Natación                   | 50 m espalda S3 femenino                    |
| Song Lingling | Natación                   | 100 m espalda S6 femenino                   |
| Ke Liting | Natación                   | 100 m espalda S7 femenino                   |
| Li Guizhi | Natación                   | 50 m libre S11 femenino                     |
| Xie Qing | Natación                   | 100 m libre S11 femenino                    |
| Xu Xihan | Natación                   | 50 m mariposa S5 femenino                   |
| Xu Jialing | Natación                   | 100 m mariposa S9 femenino                  |
| Lin Ping | Natación                   | 200 m estilos SM9 femenino                  |
| Huang Wenpan | Natación                   | 50 m braza SB2 masculino                    |
| Huang Wenpan | Natación                   | 50 m libre S3 masculino                     |
| Huang Wenpan | Natación                   | 200 m libre S3 masculino                    |
| Huang Wenpan | Natación                   | 150 m estilos SM3 masculino                 |
| Pan Shiyun | Natación                   | 50 m mariposa S7 masculino                  |
| Pan Shiyun | Natación                   | 50 m libre S7 masculino                     |
| Pan Shiyun | Natación                   | 100 m libre S7 masculino                    |
| Zou Liankang | Natación                   | 50 m espalda S2 masculino                   |
| Zou Liankang | Natación                   | 100 m espalda S2 masculino                  |
| Wang Yinan | Natación                   | 50 m libre S8 masculino                     |
| Wang Yinan | Natación                   | 100 m libre S8 masculino                    |
| Xu Qing | Natación                   | 50 m libre S6 masculino                     |
| Xu Qing | Natación                   | 50 m mariposa S6 masculino                  |
| Jin Zhipeng | Natación                   | 50 m braza SB3 masculino                    |
| Li Junsheng | Natación                   | 100 m braza SB4 masculino                   |
| Yang Bozun | Natación                   | 100 m braza SB11 masculino                  |
| Zheng Tao | Natación                   | 100 m espalda S6 masculino                  |
| Zhou Cong | Natación                   | 100 m espalda S8 masculino                  |
| Liu Benying | Natación                   | 200 m libre S2 masculino                    |
| Song Maodang | Natación                   | 100 m mariposa S8 masculino                 |
| Lin Furong Song Maodang Wang Yinan Zhou Cong                                                                                    | Natación                   | 4 × 100 m estilos (34 ptos.) masculino      |
| Li Hanhua Xu Qing Jiang Shengnan Peng Qiuping Chen Yi Huang Wenpan Zhang Li Zou Liankang                                        | Natación                   | 4 × 50 m libre (20 ptos.) mixto             |
| Liu Jing | Tenis de mesa              | Individual 1-2 femenino                     |
| Xue Juan | Tenis de mesa              | Individual 3 femenino                       |
| Zhang Bian | Tenis de mesa              | Individual 5 femenino                       |
| Mao Jingdian | Tenis de mesa              | Individual 8 femenino                       |
| Liu Meng | Tenis de mesa              | Individual 9 femenino                       |
| Li Qian Liu Jing Xue Juan | Tenis de mesa              | Equipo 1-3 femenino                         |
| Gu Gai Zhang Bian Zhou Ying | Tenis de mesa              | Equipo 4-5 femenino                         |
| Feng Panfeng | Tenis de mesa              | Individual 3 masculino                      |
| Cao Ningning | Tenis de mesa              | Individual 5 masculino                      |
| Zhao Shuai | Tenis de mesa              | Individual 8 masculino                      |
| Ge Yang | Tenis de mesa              | Individual 10 masculino                     |
| Feng Panfeng Zhao Ping Zhai Xiang                                                                                               | Tenis de mesa              | Equipo 3 masculino                          |
| Ge Yang Lian Hao Ma Lin | Tenis de mesa              | Equipo 9-10 masculino                       |
| Zhang Cuiping | Tiro                       | Rifle en tres posiciones 50 m SH1 femenino  |
| Zhang Cuiping | Tiro                       | Rifle en posición tendida 50 m SH1 mixto    |
| Dong Chao | Tiro                       | Rifle de aire de pie 10 m SH1 masculino     |
| Yang Chao | Tiro                       | Pistola de aire 10 m SH1 masculino          |
| Huang Xing | Tiro                       | Pistola 25 m SH1 mixto                      |
| Zhou Jiamin | Tiro con arco              | Compuesto individual clase abierta femenino |
| Zhou Jiamin Ai Xinliang | Tiro con arco              | Compuesto por equipos clase abierta mixto   |
| Wu Chunyan Zhao Lixue | Tiro con arco              | Recurvo por equipos clase abierta mixto     |
| Li Liqing | Yudo                       | –48 kg femenino                             |
| Yanping Yuan | Yudo                       | +70 kg femenino                             |
| Plata |                            |                                             |
| Mi Na | Atletismo                  | Jabalina F37 femenino                       |
| Mi Na | Atletismo                  | Peso F37 femenino                           |
| Zhou Guohua | Atletismo                  | 100 m T11 femenino                          |
| Zhou Hongzhuan | Atletismo                  | 100 m T53 femenino                          |
| Liu Cuiqing | Atletismo                  | 200 m T11 femenino                          |
| Wen Xiaoyan | Atletismo                  | 400 m T37 femenino                          |
| Chen Junfei | Atletismo                  | 400 m T38 femenino                          |
| Liu Wenjun | Atletismo                  | 800 m T54 femenino                          |
| Tang Hongxia | Atletismo                  | Disco F11 femenino                          |
| Yang Yue | Atletismo                  | Disco F44 femenino                          |
| Wu Qing | Atletismo                  | Peso F36 femenino                           |
| Liu Yang | Atletismo                  | 100 m T54 masculino                         |
| Liu Yang | Atletismo                  | 400 m T54 masculino                         |
| Yang Yifei | Atletismo                  | 100 m T36 masculino                         |
| Hu Jianwen | Atletismo                  | 400 m T38 masculino                         |
| Wang Yanzhang | Atletismo                  | Jabalina F34 masculino                      |
| Guo Chunliang | Atletismo                  | Jabalina F46 masculino                      |
| Xia Dong | Atletismo                  | Peso F37 masculino                          |
| Chen Zhenyu | Atletismo                  | Peso F40 masculino                          |
| Chen Hongjie | Atletismo                  | Salto de altura T47 masculino               |
| Zhong Huanghao | Atletismo                  | Salto de longitud T38 masculino             |
| Wang Hao | Atletismo                  | Salto de longitud T47 masculino             |
| Sun Qichao Chen Mingyu Liu Wei Di Dongdong                                                                                      | Atletismo                  | 4 × 100 m T11-13 masculino                  |
| Zhou Jufang | Ciclismo en pista          | 500 m contrarreloj C4-5 femenino            |
| Liu Xinyang Xie Hao Wei Guoping                                                                                                 | Ciclismo en pista          | Velocidad por equipos C1-5 mixto            |
| Zeng Sini | Ciclismo en ruta           | Ruta C1-3 femenino                          |
| Zhou Jingjing | Esgrima en silla de ruedas | Florete individual B femenino               |
| Bian Jing | Esgrima en silla de ruedas | Espada individual A femenino                |
| Hu Daoliang | Esgrima en silla de ruedas | Florete individual B masculino              |
| Hu Daoliang Tian Jianquan Sun Gang                                                                                              | Esgrima en silla de ruedas | Espada por equipos masculino                |
| Chen Fengqing Ju Zhen Zhang Huiwen Zhang Wei Zhao Kaimei Sun Le                                                                 | Golbol                     | Torneo femenino                             |
| Cui Zhe | Levantamiento de potencia  | –41 kg femenino                             |
| Xu Lili | Levantamiento de potencia  | –79 kg femenino                             |
| Wang Jian | Levantamiento de potencia  | –54 kg masculino                            |
| Hu Peng | Levantamiento de potencia  | –65 kg masculino                            |
| Gu Xiaofei | Levantamiento de potencia  | –80 kg masculino                            |
| Qi Dong | Levantamiento de potencia  | –97 kg masculino                            |
| Feng Yazhu | Natación                   | 50 m espalda S2 femenino                    |
| Feng Yazhu | Natación                   | 100 m espalda S2 femenino                   |
| Song Lingling | Natación                   | 200 m estilos SM6 femenino                  |
| Song Lingling | Natación                   | 400 m libre S6 femenino                     |
| Meng Guofen | Natación                   | 50 m espalda S3 femenino                    |
| Deng Yue | Natación                   | 50 m espalda S4 femenino                    |
| Lu Dong | Natación                   | 100 m espalda S6 femenino                   |
| Zhang Ying | Natación                   | 100 m espalda S7 femenino                   |
| Cai Liwen | Natación                   | 100 m espalda S11 femenino                  |
| Peng Qiuping | Natación                   | 100 m libre S3 femenino                     |
| Li Guizhi | Natación                   | 100 m libre S11 femenino                    |
| Chen Yi | Natación                   | 100 m mariposa S10 femenino                 |
| Liu Benying | Natación                   | 50 m espalda S2 masculino                   |
| Liu Benying | Natación                   | 100 m espalda S2 masculino                  |
| Jin Zhipeng | Natación                   | 100 m libre S4 masculino                    |
| Jin Zhipeng | Natación                   | 150 m estilos SM4 masculino                 |
| Jia Hongguang | Natación                   | 100 m espalda S6 masculino                  |
| Jia Hongguang | Natación                   | 200 m estilos SM6 masculino                 |
| Song Maodang | Natación                   | 100 m libre S8 masculino                    |
| Song Maodang | Natación                   | 200 m estilos SM8 masculino                 |
| Xu Haijiao | Natación                   | 100 m mariposa S8 masculino                 |
| Xu Haijiao | Natación                   | 400 m libre S8 masculino                    |
| Li Tingshen | Natación                   | 50 m braza SB2 masculino                    |
| Huang Wenpan | Natación                   | 50 m espalda S3 masculino                   |
| Liu Yuntao | Natación                   | 50 m espalda S4 masculino                   |
| Liu Xiaobing | Natación                   | 100 m espalda S9 masculino                  |
| Yang Bozun | Natación                   | 100 m libre S11 masculino                   |
| Zou Liankang | Natación                   | 200 m libre S2 masculino                    |
| He Shiwei | Natación                   | 50 m mariposa S5 masculino                  |
| Zheng Tao | Natación                   | 50 m mariposa S6 masculino                  |
| Wang Lili | Remo                       | Scull individual ASW1x femenino             |
| Liu Shuang Fei Tianming | Remo                       | Scull doble TAMix2x mixto                   |
| Guo Xingyuan | Tenis de mesa              | Individual 4 masculino                      |
| Li Qian | Tenis de mesa              | Individual 3 femenino                       |
| Zhang Miao | Tenis de mesa              | Individual 4 femenino                       |
| Gu Gai | Tenis de mesa              | Individual 5 femenino                       |
| Lei Lina | Tenis de mesa              | Individual 9 femenino                       |
| Yang Qian | Tenis de mesa              | Individual 10 femenino                      |
| Lei Lina Yang Qian Xiong Guiyan                                                                                                 | Tenis de mesa              | Equipo 6-10 femenino                        |
| Zhang Cuiping | Tiro                       | Rifle de aire de pie 10 m SH1 femenino      |
| Yang Chao | Tiro                       | Pistola 50 m SH1 mixto                      |
| Lin Yueshan | Tiro con arco              | Compuesto individual clase abierta femenino |
| Wu Chunyan | Tiro con arco              | Recurvo individual clase abierta femenino   |
| Gong Bin Jiang Jixiu Li Liping Su Limei Li Ting Lyu Hongqin Sheng Yuhong Wang Yanan Xu Jie Zhao Meiling Zhang Lijun Zhang Xufei | Voleibol sentado           | Torneo femenino                             |
| Bronce |                            |                                             |
| Li Yingjie | Atletismo                  | 100 m T54 femenino                          |
| Li Yingjie | Atletismo                  | 800 m T54 femenino                          |
| Liu Cuiqing | Atletismo                  | 100 m T11 femenino                          |
| Zhou Guohua | Atletismo                  | 200 m T11 femenino                          |
| Li Lu | Atletismo                  | 200 m T47 femenino                          |
| Zou Lihong | Atletismo                  | 400 m T54 femenino                          |
| Jia Qianqian | Atletismo                  | Jabalina F37 femenino                       |
| Li Huzhao | Atletismo                  | 100 m T53 masculino                         |
| Xia Dong | Atletismo                  | Disco F37 masculino                         |
| Sun Pengxiang | Atletismo                  | Jabalina F41 masculino                      |
| Li Cuiqing | Atletismo                  | Peso F36 masculino                          |
| Xia Zhiwei | Atletismo                  | Peso F41 masculino                          |
| Yan Zhiqiang | Bochas                     | Individual BC2 mixto                        |
| Song Zhenling | Ciclismo en pista          | 500 m contrarreloj C1-3 femenino            |
| Ruan Jianping | Ciclismo en pista          | 500 m contrarreloj C4-5 femenino            |
| Zeng Sini | Ciclismo en ruta           | Contrarreloj C1-3 femenino                  |
| Liang Guihua | Ciclismo en ruta           | Contrarreloj C2 masculino                   |
| Yao Fang | Esgrima en silla de ruedas | Florete individual B femenino               |
| Sun Gang | Esgrima en silla de ruedas | Florete individual A masculino              |
| Tian Jianquan | Esgrima en silla de ruedas | Espada individual A masculino               |
| Tian Jianquan | Esgrima en silla de ruedas | Sable individual A masculino                |
| Xiao Cuijuan | Levantamiento de potencia  | –55 kg femenino                             |
| Yang Yan | Levantamiento de potencia  | –61 kg femenino                             |
| Yang Quanxi | Levantamiento de potencia  | –59 kg masculino                            |
| Xie Qing | Natación                   | 200 m estilos SM11 femenino                 |
| Xie Qing | Natación                   | 400 m libre S11 femenino                    |
| Song Lingling | Natación                   | 100 m braza SB5 femenino                    |
| Jiang Shengnan | Natación                   | 50 m libre S8 femenino                      |
| Wang Jiexin | Natación                   | 50 m libre S9 femenino                      |
| Chen Yi | Natación                   | 50 m libre S10 femenino                     |
| Huang Yajing | Natación                   | 100 m libre S7 femenino                     |
| Xu Jialing | Natación                   | 400 m libre S9 femenino                     |
| Deng Yue | Natación                   | 150 m estilos SM4 femenino                  |
| Lin Ping Song Lingling Chen Yi Xu Jialing                                                                                       | Natación                   | 4 × 100 m libre (34 ptos.) femenino         |
| Li Hanhua | Natación                   | 50 m libre S3 masculino                     |
| Li Hanhua | Natación                   | 200 m libre S3 masculino                    |
| Yang Bozun | Natación                   | 50 m libre S11 masculino                    |
| Yang Bozun | Natación                   | 200 m estilos SM11 masculino                |
| Huang Chaowen | Natación                   | 50 m braza SB2 masculino                    |
| Yang Hong | Natación                   | 100 m braza SB7 masculino                   |
| Jia Hongguang | Natación                   | 50 m libre S6 masculino                     |
| Jin Zhipeng | Natación                   | 200 m libre S4 masculino                    |
| Wang Yinan | Natación                   | 400 m libre S8 masculino                    |
| Wang Lichao | Natación                   | 50 m mariposa S6 masculino                  |
| Wang Jingang | Natación                   | 50 m mariposa S7 masculino                  |
| Yang Guanglong | Natación                   | 100 m mariposa S8 masculino                 |
| Du Jianping | Natación                   | 150 m estilos SM3 masculino                 |
| Xu Haijiao | Natación                   | 200 m estilos SM8 masculino                 |
| Lin Furong Song Maodang Wang Yinan Xu Haijiao                                                                                   | Natación                   | 4 × 100 m libre (34 ptos.) masculino        |
| Yan Shuo | Tenis de mesa              | Individual 7 masculino                      |
| Yan Yaping | Tiro                       | Rifle de aire de pie 10 m SH1 femenino      |